# جیمی خوزه
جیمی خوزه (انگلیسی: Jimmy Jose; ۱ ژانویهٔ ۱۸۸۱ – ۱ ژانویهٔ ۱۹۶۳) بازیکن راگبی ۱۵ نفره اهل بریتانیا بود.